# Eugen Goldstein
Pour les articles homonymes, voir Goldstein.
Eugen Goldstein (5 septembre 1850 - 26 décembre 1930) est un physicien allemand. Il est l'un des premiers à étudier les rayons cathodiques. En 1886 il découvre les rayons anodiques.